# Ekdromoi
Die Ekdromoi waren leichtbewaffnete Hopliten im Griechischen Heereswesen.

## Beschreibung
Diese Einheiten waren für ärmere Bevölkerungsschichten, die den Kriegsdienst leisten mussten, aber keine teure Hoplitenaustrüstung leisten konnten. Sie hatten ansonsten die gleiche Ausrüstung wie die klassischen Hopliten, also auch Sarissa und Helm, aber kein Muskelpanzer, sondern eine lederne Spolas. Ihre Ausbildung dauerte wesentlich kürzer als die der Hopliten, sie beherrschten normalerweise nicht die Phalanx, dadurch waren sie schneller und trotzdem effektiv gegen Kavallerie.
Auf dem Schlachtfeld wurden sie zum Zusammentreiben der Feinde oder für das Verfolgen von Flüchtenden eingesetzt.